# William George Maton
William George Matón ( * 31 de enero de 1774, Salisbury - 30 de marzo de 1835, Spring Gardens) fue un médico y naturalista británico.
Su padre era un comerciante de vino reputado. Apasionado muy pronto por la naturaleza; a los diez años, llama la atención del Reverendo Thomas Rackett (1756-1840). Establece con Charles Hatchett (1765-1847), futuro químico, una amistad duradera hasta su muerte. Y gracias a él se relaciona con el doctor Richard Pulteney (1730-1801), que lo persuade de abandonar su idea de tomar los hábitos, por la medicina.
Ingresa al "Colegio de la Reina de Oxford" en julio de 1790. Y toma los curos de los botánicos Aylmer Bourke Lambert (1761-1842) y de John Sibthorp (1758-1796),y resulta asistente de este último; acompañándolo durante sus herborizaciones qui le permitirán a Sibthorp publicar su Flora Oxoniensis.
Matón deviene miembro de la Sociedad linneana de Londres el 18 de marzo de 1794 con solamente 21 años. Establece una relación de amistad con el prestigioso botánico Sir James Edward Smith (1759-1828). Se interesa en los moluscos, y escribe en las Actas de la Sociedad su primera comunicación el mismo año de su admisión. Esta es seguida por otras, todas sobre moluscos existentes o fósiles. También trabaja en la historia, y fue uno de los primeros en efectuar un análisis preciso del monumento Neolítico de Stonehenge.
Con su título de doctor en medicina, entra al "Hospital Westminster" bajo la dirección de Sir Alexander Crichton (1763-1856). Una de las princesas de la familia real que habitaban "Gloucester Lodge", que se interesaba en la Botánica descubre una hierba que ella desconocía, la Calamagrostis epigejos (L.) Roth, 1788. El detalle es mencionado por la reina, Carlota-Sofía de Mecklenbourg-Strelitz (1744-1818), al Dr Matón. Es así que es presentado en la corte. Será algunos años más tarde médico extraordinario de la reina Charlotte, y también su confidente.
Es nombrado miembro de la Royal Society el 26 de junio de 1800.
En 1801, hereda la rica biblioteca de su amigo, el Dr. Pulteney.
En 1805, concluye el plan de su obra A General View of the Writings of Linnæus. 
En 1809, el ejercicio privado de la medicina le ocupa tanto que debe desobligarse de sus funciones en el Westminster Hospital.
Publica artículos de medicina en las principales revistas de su época como Medical Transactions of the Royal College of Physicians of London, o The London Medical and Physical Journal.
Su padre muere en 1816 con acreencias, de cerca de 20.000 guineas, que recién en 1827 puede reembolsarse.

## Fuente
- A Biographical Sketch of the Late William George Matón, M.D., nota necrológica en inglés de John Ayrton Paris, Londres, 1838
- Traducción del Art. en lengua francesa de Wikipedia

- La abreviatura «Maton» se emplea para indicar a William George Maton como autoridad en la descripción y clasificación científica de los vegetales.[1]